# Martine Tabeaud
Martine Tabeaud, née en 1951, est une géographe française, spécialiste de climatologie. Elle enseigne depuis 1977 à l'université Paris Panthéon Sorbonne. Membre du groupe de recherche Riclim (Risques climatiques), elle interroge les stratégies géopolitiques de la gestion climatique. 

## Biographie
Née en 1951, elle est titulaire d'un DESS de télédétection, d'un diplôme de l' IGN  et elle est agrégée de géographie. Spécialiste de climatologie, elle a obtenu une thèse de troisième cycle à Dijon sur : Climatologie descriptive et imagerie satellitaire, contribution à la recherche d’une méthode d’analyse avec application aux basses latitudes sous la direction de Pierre Pagney, puis une thèse d'État sur l’Atlantique tropical austral : l’eau atmosphérique et le climat en milieu océanique toujours sous la direction de Pierre Pagney.
Elle a été nommée professeur à Paris-Panthéon-Sorbonne en 1989. 
Après avoir occupé les fonctions de directrice adjointe du LA 141 devenu UMR Pierre Birot de Meudon, elle est devenue directrice de l'UMR 8185 EneC (Espaces, nature et culture) Paris-Sorbonne (devenue Sorbonne Université) / CNRS.
En 2007, elle a créé avec Xavier Browaeys doc2geo, un site de films documentaires de géographie accessibles sur Internet.
En 2019, elle est nommée co-directrice scientifique du Festival International de Géographie (FIG) de Saint-Dié des Vosges en charge de co-organiser avec Alexis Metzger la programmation scientifique de la 31e édition du FIG dont le thème est en 2020 : Climat(s) .
Dans ses derniers travaux, elle analyse notamment le rôle de la stratégie et de la décision politique dans les phénomènes climatiques et la lutte contre le changement climatique.  

## Œuvres
Autrice de très nombreux articles, rapports, chapitres d'ouvrages, elle a publié des dizaines d'ouvrages dont :
- en 1993, GODARD A. et TABEAUD M. Les climats : mécanismes et répartition, Collection Cursus, Armand Colin, 192 p. qui a eu 5 rééditions
- en 1997, TABEAUD M., PECH P. et SIMON L., éditeurs.  Géoméditer, géographie physique et Méditerranée, Publications de la Sorbonne, 288 p.
- en 1998, TABEAUD M. La climatologie générale, Collection Synthèse, Armand Colin, 96 p. , qui a été traduit en arabe par Jamail Hajri, sorti Presses universitaires de Tunis, 2009
- en 1998, PECH P., REGNAULD H., SIMON L. et TABEAUD M. Lexique de géographie physique, Collection Synthèse, Armand Colin, 96 p.
- en 1999, REGNAULD H. et TABEAUD M.  L'océanographie, Collection Synthèse, Armand Colin, 96 p.
- en 2000, TABEAUD M., éditeur. Les orages dans l’espace francilien, Publications de la Sorbonne, 116 p.
- en 2000, TABEAUD M. et HAMEZ G., éditeurs, Les métamorphoses du déchet, Publications de la Sorbonne, 160 p.
- en 2000, TABEAUD M., Climatologie, Collection AD HOC, Armand Colin, 176 p.
- en 2001, TABEAUD M., CONTE R. et TOMA Y., éditeurs. L'usine dans l’espace francilien, Publications de la Sorbonne, 180 p.
- en 2001, TABEAUD M., éditeur. La mort en Île-de-France, Publications de la Sorbonne, 152 p.
- en 2002, TABEAUD M., CONTE R. éditeurs. A vos marques, sport, arts, architecture, Publications de la Sorbonne, 193 p.
- en 2003, TABEAUD M., éditeur. Île-de-France : avis de tempête force 12, Publications de la Sorbonne, 206 p.
- en 2004, TSIKOUNAS M., ROBERT J.L., TABEAUD M. éditeurs. Les Halles : images d'un quartier, Publications de la Sorbonne, 264 p.
- en 2009, TABEAUD M. éditeur, Le changement en environnement, Publications de la Sorbonne, 129 p.
- en 2011, TABEAUD M. et KISLOV A. éditeur, Le changement climatique : Europe, Asie septentrionale, Amérique du Nord, 4e dialogues européens d'Evian, Eurcasia, 198 p.